# ロベルト・カルロス・コルテス
ロベルト・カルロス・コルテス・レストレポ（Roberto Carlos Cortés Restrepo, 1977年6月20日 - ）は、コロンビア・メデジン出身のサッカー選手。ポジションはディフェンダー。

## 経歴
コロンビア代表として自国開催であったコパ・アメリカ2001の初優勝に貢献した。

## 所属クラブ
- オンセ・カルダス 1997
- インデペンディエンテ・メデジン 1998-2003
- CDサカテペク 2003-2004
- デポルティーボ・カリ 2004
- クラブ・リベルタ 2005
- インデペンディエンテ・メデジン 2005-2007
- ミジョナリオスFC 2008
- アトレティコ・ジュニオール 2008-2009
- インデペンディエンテ・メデジン 2010-2011
- タウロFC 2012-2013

## タイトル

### クラブ
インデペンディエンテ・メデジン
- コロンビア・リーグ : 2002F

### 代表
コロンビア代表
- コパ・アメリカ : 2001